# The Bodhgaya Interviews
A The Bodhgaya Interviews (magyarul: A bodh-gajai interjúk) a 14. dalai lámával, Tendzin Gyacóval készült interjúkból összeállított könyv. Az 1981. és 1984. között elhangzott interjúkból nem csak a buddhisták számára tartalmaztak érdekes témákat, ugyanis helyet kaptak egyházi és világi ügyek is. A könyvben szereplő témák között akad pszichológiai, tantrikus, politikai témák, de esik szó az ürességről (súnjata), a kereszténységről, az újjászületésről, a megvilágosodásról, a vipasszanáról, mantrákról, gurukról, védelmező istenekről és kvantum fizikáról. Az interjúk a buddhisták által szent helyként tisztelt indiai Bodh-Gaja városában készültek négy különböző alkalommal.

## Tartalma
Az 1981-es interjúban elhangzottak olyan témák mint a kereszténység és a buddhizmus integrációja, a teremtő fogalma a buddhizmusban, az elemi részecskék, a létezés, általános tanácsok a buddhista gyakorlók számára, valamint ellentmond-e a nyugati fizika némely buddhista tanításnak. Az egy évvel később elhangzott interjúból kiderült, hogy mit tanácsol a dalai láma a kedvezőtlen környezet kezelésére, hogyan egyeztethető a buddhisták ürességről szóló tanítása azzal ténnyel, hogy a használati tárgyaknak van funkciójuk, hogyan gyakoroljunk együttérzést olyan emberek felé, akik bántanak másokat, hogyan szerepel a vipasszaná a szútrákban és a tantrában, mikor megfelelő szerzetesnek állni, hogyan stabilizálható a meditációs összpontosítás, melyik vallást kell gyakorolnia az embereknek, van-e ereje a szent helyeknek, létezik-e belső guru, elképzelhető-e a nukleáris lefegyverzés és a világbéke, illetve a szerzetesi gúnya viselése Nyugaton. Az 1983-as interjúból olyan kérdésekre derül fény, hogy létezik-e buddha a tudatunkon kívül, elemzésre kerül a gyakorló motivációja és a gyakorlat tárgya az érdemek tükrében, miért nem egyezik meg a tudat és a személy, hogyan lehet leépíteni a koncepciókat és a dualista nézetet, milyen legyen a tanítvány hozzáállása a guruja felé, milyen a tantrikus meditációs technikák hatékonysága, milyen a helyes viszonyulás nem buddhista családtagok és barátok irányába, hogyan lehet rugalmasan kezelni a fogadalmakat, hogyan lehet gyakorolni a dharmát a társadalomban és elvonuláson, milyen a tudat természete, és milyenek a védelmező istenségek a tibeti buddhizmusban. Az 1984-es interjú főbb témái a guru felé történő elhivatottság, a három fajta szenvedés, a szerzetesi lét előnyei, az üresség tana a tibeti buddhizmusban, a vipasszaná gyakorlat fejlesztése, a tudat természetének vizsgálata, a kálacsakra kezdeményezés jelentősége, a védelmező istenségek fajtái, a nyugati emberek tibeti látogatásai, a karma és a szegénység, a tibeti buddhizmus hagyományvonalainak főbb vezetői és az indiánok és a tibeti emberek összehasonlítása.